# 少花茴芹
少花茴芹（学名：Pimpinella rubescens）为伞形科茴芹属的植物，是中国的特有植物。分布在中国大陆的云南、四川等地，生长于海拔3,000米至3,600米的地区，常生于山谷坡地以及沟边岩上，目前尚未由人工引种栽培。